# Грэй, Эндрю Майкл
Эндрю Майкл Грэй (англ. Andrew Michael Gray, 4 февраля 1987; Сакраменто, Калифорния, США) — американский актёр, модель, продюсер, телеведущий, предприниматель. Наиболее известен ролью красного рейнджера Трой Берроуз в телесериале «Могучие рейнджеры: Мегафорс», а так же в продолжении «Могучие рейнджеры: Супер Мегафорс».

## Биография
Родился 4 февраля 1987 года в Сакраменто штата Калифорния, в христианской и благополучной семье.
С детства Грэй начал увлекаться актёрским мастерством и модельным бизнесом. Окончил местную школу, дальнейшее учебное заведение и специальность не известна. После учёбы юноша сконцентрировался на своей карьере.
После съёмок в Могучих рейнджерах, Эндрю обрёл широкую популярность в США, в России и других странах.

## Фильмография
- 2013 — Могучие рейнджеры: Мегафорс (Трой Берроус, красный Мега Рейнджер)
- 2014 — Могучие рейнджеры: Супер Мегафорс (Трой Берроус, Супер Мега Рейнджер)